# Simone Cadamuro
Simone Cadamuro (né le 28 juin 1976 à San Donà di Piave, dans la province de Venise en Vénétie) est un coureur cycliste italien.

## Biographie
En 2005 il remporte sa seule victoire de la saison lors de l'Eneco Tour. Il s'impose sur la 2e étape au sprint à Sittard en devançant trois de ses compatriotes dont les deux membres de l'équipe Liquigas-Bianchi, Marco Zanotti et Enrico Gasparotto. Il gagne à cette occasion la première victoire de son équipe sur le circuit UCI ProTour.

## Palmarès

### Palmarès amateur
- 1996
  - Grand Prix de la ville de Venise
- 1998
  - 4ea étape du Tour du Frioul-Vénétie julienne
  - Grand Prix de Roncolevà
- 1999
  - Coppa Caivano
  - 3e de La Popolarissima
- 2000
  - Grand Prix Industrie del Marmo
  - Coppa Caduti Nervianesi
  - Targa d'Oro Città di Legnano
  - Gran Premio Industria Commercio e Artigianato di Botticino
  - Trofeo Pina e Mario Bazzigaluppi
  - Circuito Castelnovese
  - Mémorial Vincenzo Mantovani
  - 3e de la Coppa San Geo
- 2001
  - Milan-Busseto
  - Trophée Visentini
  - Vicence-Bionde
  - Circuito Silvanese
  - Gran Premio Calvatone

### Palmarès professionnel
- 2002
  - 3e étape du Tour de Slovaquie
- 2003
  - 1re et 3e étapes du Tour de Pologne
- 2004
  - International Grand Prix Doha
  - Veenendaal-Veenendaal
  - 3e étape du Tour du lac Qinghai
  - 3e du Tour de Drenthe
  - 3e du Grand Prix de l'Escaut
- 2005
  - 2e étape de l'Eneco Tour
  - 8e de Gand-Wevelgem
- 2007
  - 1re étape de la Flèche du Sud
- 2008
  - 6e et 7e étapes du Tour de Serbie

## Classements mondiaux
| Année              | 2005 | 2006 | 2007 | 2008 | 2009 |
| ------------------ | ---- | ---- | ---- | ---- | ---- |
| Classement ProTour | 133e | 160e |      |      |      |
| UCI Europe Tour    |      |      | 765e | 210e | 656e |